# Wernauer Lehmgrube
Das Gebiet Wernauer Lehmgrube ist ein mit Verordnung vom 15. April 1986 des Regierungspräsidiums Stuttgart ausgewiesenes Naturschutzgebiet (NSG-Nummer 1.143) im Gebiet der Stadt Wernau im baden-württembergischen Landkreis Esslingen in Deutschland.

## Lage und Schutzzweck
Das 5,5 Hektar (ha) große Naturschutzgebiet liegt am südöstlichen Ortsrand auf einer Höhe von 310 bis 320 Meter NN und gehört zur naturräumlichen Einheit der „Schlierbacher Platte“ im Mittleren Albvorland. Es handelt sich um ein Sekundärbiotop in fortgeschrittenem Sukzessionsstadium mit Trocken- und Naßflächen, Steilhängen und Wasserflächen. Die ehemalige Lehmgrube ist eine ökologisch wertvolle Ausgleichsfläche im ortsnahen Bereich.
Das Gebiet bietet Lebensraum für zahlreiche besonders gefährdete Tiere, vor allem für landesweit im Bestand bedrohter Amphibien, Vögel und Insekten. Schutz findet hier neben Wasserfrosch, Grasfrosch, Erdkröte, Teichmolch auch die Gelbbauchunke. Auch seltene Vögel wie Goldammer, Grün- und Buchfink, Girlitz, Garten- und Mönchsgrasmücke, Heckenbraunelle, Zaunkönig, Weidenlaubsänger, Bachstelze und Zilpzalp sind anzutreffen. Besonders ausgeprägt ist die Wasserinsektenfauna, zu der Wasserskorpion, Rücken- und Grundschwimmer, Kolbenwasserkäfer und Larven mehrerer Libellenarten zählen.
Bereits seit 1986 wird das Gebiet vom Schwäbischen Albverein, Ortsgruppe Wernau, gepflegt und betreut.